# Peucedanum bequaertii
Peucedanum bequaertii är en flockblommig växtart som beskrevs av C.Norman. Peucedanum bequaertii ingår i släktet siljor, och familjen flockblommiga växter. Inga underarter finns listade i Catalogue of Life.